# Katastrofa górnicza w kopalni Borynia
Katastrofa górnicza w KWK Borynia miała miejsce 4 czerwca 2008 roku w kopalni „Borynia” w Jastrzębiu-Zdroju. W jej wyniku zginęło 6 górników, a 18 zostało rannych. Przyczyną katastrofy był wybuch metanu.
Zdaniem kopalni, do wybuchu doszło w środę przed godziną 23.00 około 900 metrów pod ziemią. Pracowała wówczas trzecia zmiana. W zagrożonym rejonie było wtedy 32 górników. Większość z nich tuż po wybuchu o własnych siłach wycofała się i wyjechała na powierzchnię.
W akcję ratowania górników zaangażowanych było 17 zastępów ratowniczych – z JSW i Centralnej Stacji Ratownictwa Górniczego – w tym zastępy z Bytomia i Wodzisławia Śl.